# Cantherhines dumerilii
Cantherhines dumerilii és una espècie de peix de la família dels monacàntids i de l'ordre dels tetraodontiformes.

## Morfologia
- Els mascles poden assolir 38 cm de longitud total.
- Presenta dimorfisme sexual.[4][5]

## Alimentació
Menja coralls, algues, esponges de mar, eriçons de mar i mol·luscs.

## Hàbitat
És un peix marí, de clima tropical i associat als esculls de corall que viu entre 6-35m de fondària.

## Distribució geogràfica
Es troba des de l'Àfrica oriental fins a la Polinèsia Francesa, el Japó i Hawaii. També és present des de Mèxic fins a Colòmbia.

## Observacions
És inofensiu per als humans.